# Nilobezzia nigra
Nilobezzia nigra är en tvåvingeart som beskrevs av Nibedita Sen och Gupta 1958. Nilobezzia nigra ingår i släktet Nilobezzia och familjen svidknott. Inga underarter finns listade i Catalogue of Life.